# Deep Blue (requin)
Pour les articles homonymes, voir Deep Blue.
Deep Blue est une femelle grand requin blanc née vers 1963, dont la longueur a été estimée à 6,1m et la masse estimée à plus de deux tonnes : c'est un des plus gros spécimens jamais observés.
Deep Blue a été aperçue pour la première fois au Mexique par le chercheur Mauricio Hoyos Padilla. Elle a également été aperçue près de l'île Oahu, à Hawaï, par des biologistes marins étudiant les requins-tigres.

## Découverte
Deep Blue a été découverte pour la première fois en 2014 lorsqu'elle a été filmée pour le documentaire Shark Week, au large de l'île Guadalupe, au Mexique. Sa popularité a augmenté lorsqu'une vidéo virale du requin a été publiée sur Facebook en 2015 par Padilla. L'exposition de Deep Blue a de nouveau augmenté lorsqu'elle a été aperçue cherchant de la nourriture sur la carcasse d'un grand cachalot à Hawaï, par des chercheurs présents dans la région pour étudier les requins-tigres. Dû à l'intérêt grandissant pour le requin, un compte Twitter a été créé en son honneur,.

## Description
On estime qu'elle mesure environ 6,10 mètres de long et pèse plus de 2 tonnes. Sa taille est contestée, les plus petites estimations se situant entre 5,50 mètres et 5,80 mètres de longueur. Deep Blue a une pigmentation reconnaissable et plusieurs marques sur le corps, notamment une importante cicatrice sur le côté droit. En plus de sa longueur, son corps est très large, ce qui signifie qu'elle a pu vivre une grossesse. Deep Blue a été identifiée par les chercheurs grâce à sa taille mais aussi grâce à la limite entre le gris et le blanc du dessous du ventre. Le photographe de requin George Probst a noté que cette limite entre les deux couleurs est unique à chaque requin de cette espèce et qu'elle est l'équivalent de l'empreinte digitale d'un être humain,.

## Interactions avec les humains
Lorsque Deep Blue a été filmée au Mexique, elle nageait calmement autour de la cage à requin et ne la mordait que par curiosité. Elle n'a pas attaqué Padillo, qui s'était placé au-dessus de la cage et s'était exposé au danger. Le plongeur a même réussi à toucher son aileron, affirmant qu'il essayait de l'éloigner de la cage,.